# زانا برسكي
زانا برسكي (بالإنجليزية: Zana Briski)‏ ( ولدت في أكتوبر 1966, لندن المملكة المتحدة ) مصورة و صانعة أفلام اشتهر لإخراجها فيلم اولاد البغاء (Born into Brothels) الحائز على جائزة الأوسكار لأفضل فيلم وثائقي حاملة للجنستين الأمريكية و البريطانية ذات اصول يهودية عراقية.

## وصلات خارجية
- زانا برسكي على موقع IMDb (الإنجليزية)
- زانا برسكي على موقع قاعدة بيانات الفيلم (الإنجليزية)
- زانا برسكي على موقع كينوبويسك (الروسية)

- الموقع الرسمي